# Tronc (castell)

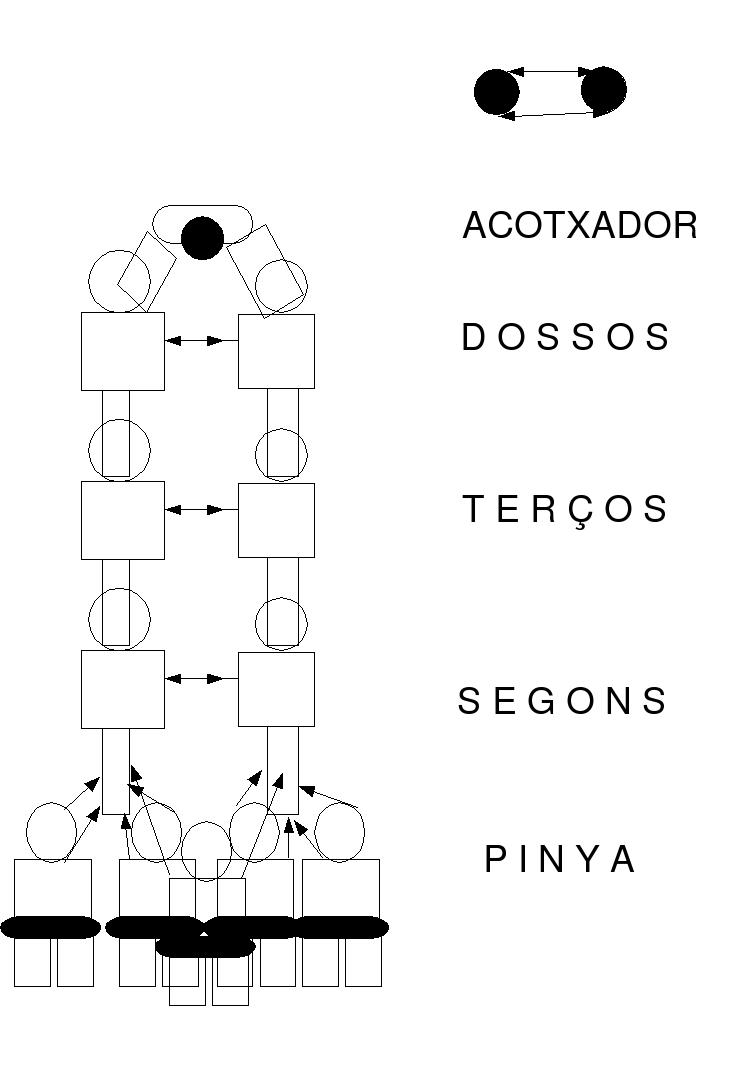
Figura d'un dos (o torre) de sis fins a acotxador

El tronc és la part del mig del castell que va desde els segons fins al pis inferior dels dosos. Determina el grau de dificultat del castell, pel nombre de persones implicades. Els castellers que pugen al tronc acostumen a ser persones àgils i que no tenen vertigen. En els castells que hi ha més d'una persona per pis, els darrers pisos (pom de dalt i que és format per canalla) també es compten com a pisos del castell, encara que la seva estructura és diferent.

## Denominació
Els castells s'anomenen per:
- Nombre de castellers per pis: La quantitat de persones per pis determina l'estructura del castell. Les més habituals són:
  - Pilar : quan el castell el formen només una persona per pis.
  - Dos o torre : Dues persones per nivell.
  - Tres : quan formen un triangle, és a dir, tres persones per pis.
  - Quatre : també dit el castell.
  - Cinc : també anomenat la catedral, format per un tres i un dos.
  - Set: format per un quatre i un tres.
  - Nou : format per un tres i tres torres, és el castell més espectacular pel nombre de persones que hi implica. Necessita moltíssima gent i per això no es veu molt freqüentment a les places castelleres. Hi ha dues formes de fer-ho, amb un o tres enxanetes.
  - Amb el pilar (o amb agulla a l'àrea d'influència del Penedès): quan un castell té un pilar al mig. Normalment estem acostumats a veure el quatre amb el pilar, però també s'han vist castells de tres amb el pilar i cinc amb el pilar.
- Nombre de pisos: sempre hi ha hagut la "norma" no escrita, que una colla per tirar castells a plaça almenys han de ser de sis pisos. El nombre màxim de pisos que s'ha arribat a fer, han estat de deu pisos (en concret el 3 de 10 amb folre i manilles i el 4 de 10 amb folre i manilles).
- Tècnica:
  - Net: vol dir que la pinya està al voltant però no toca el castell. Aquesta tècnica no es realitza en diades formals, només en assajos o entrenaments. Algunes colles per a demostrar que el castell és net, quan es carrega, la pinya s'agenolla un segon per a demostrar que no hi intervenen. A nivell periodístic de vegades s'anomenen nets els castells que no tenen folre malgrat que habitualment sí que duen, com el 4 de 9 sense folre.
  - Aixecat per sota : aquesta tècnica és espectacular, tant a nivell visual com a nivell de treball de colla, ja que es tracta de començar el castell per la teulada, és a dir, primer aixequem el pom de dalt i de mica en mica anem aixecant la resta del castell fins a arribar als baixos. El castell més habitual de veure és el tres.
  - Amb folre, amb manilles, amb puntals: Són tres tècniques que donen suport a l'hora de provar castells de gran alçada. Així, acostumem a veure castells 3 de 9 amb folre, és a dir que és un castell de tres persones per nou pisos i que necessita l'ajut d'una segona pinya a sobre. Les manilles s'acostumen a veure en els castells de nivell superio (com per exemple el 2 de 9 amb folre i manilles), i els puntals només s'han vist al pilar de 9 amb folre, manilles i puntals.

En el tronc, hi ha una secció molt especial, la canalla.
És la protagonista del castell, ja que forma el pom de dalt. De fet són els dosos, l'acotxador i l'enxaneta. Determinen si el castell va bé, o bé sí no el veuen prou clar i es desmunta.
L'enxaneta, puja a dalt del castell, s'encavalca a sobre de l'acotxador i aixeca un braç saludant a la plaça per a indicar que el castell ja s'ha carregat (l'enxaneta ha fet l'aleta).